# 年報
年報，是一間公司或公共機構之董事局每年度向其股東或持份者發佈的報告書。年度報告是關於公司前一年活動的綜合報告。年報中通常包括損益賬及資產負債表，同時亦包括董事會報告及核數師報告。如該公司為上市公司，該年報內容必須按照其上市之交易所制訂之規則編寫。一般情況下，大型公司的年報往往印刷精美、色彩豐富。每年的最佳上市公司年報選舉，一般會以多方面的標準評審，現時較為受重視的包括整體設計、披露程度、或簡易程度等等。
現時各股東及投資者對年報所披露之公司管治、透明度、業績及派息率等的關注程度不斷上升。一般情況下，年報內的內容有助股東及潛在投資者了解公司的財務狀況及董事會報告業務現況及未來之發展方向。

## 参看
- 年鑑
- 公司